# Brunkol

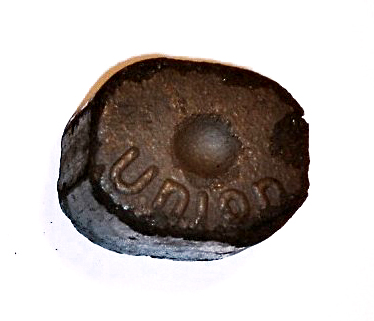
En brunkolsbrikett

Brunkol, även känd som lignit, är en typ av den sedimentära bergarten och det fossila bränslet kol.
Brunkol uppstår genom fossilisering av organiskt material, främst växtdelar. En del av den brunkol som finns idag bildades under tertiär. Material för brunkolsbildning avsattes i forna dagars insjöar och djupa havsbukter av strömmar och vattendrag.
Tidigare gjordes indelningen i torv, brunkol och stenkol utifrån hur länge materialet varit sedimenterat. Senare har man dock främst fokuserat hur långt materialet gått i omvandlingen från torv till stenkol, då det inte enbart beror på tid utan på tryck och temperatur hur lång tid omvandlingen tar.

## Egenskaper
Brunkol har en hög vattenhalt, i otorkat skick mellan 30 och 60 %. Torkad brunkol upptar minst 10 % vatten ur luften. Tar man bort vattnet är kolhalten mellan 65 och 84 %. Svavelhalten ligger kring 3 %.
Jämfört med stenkolen antänds brunkol lättare, då syre- och vätehalterna är högre, på bekostnad av kolhalten. Det brinner med rykande låga och oangenäm lukt. Färgen är brun till becksvart (svart brunkol) och matt till fett- eller vaxglansig. Konsistensen är mjuk, ofta skör, med träd- och jordartad textur. Man skiljer på mussliga, svarta (beckkol), trädartade (bastkol) och tunnskiffriga brunkol. 

## Användning
Brunkol används huvudsakligen som bränsle för produktion av elektricitet, men även för framställning av paraffin; de jordformiga brunkolen till brun färg (kölnisk umbra eller kasselbrunt); de fasta kompakta (beckkol) till prydnader och smycken.
Brunkol är den besvärligaste kolarten ur miljösynpunkt. Jämfört med stenkol är exempelvis koldioxidutsläppen vid förbränning högre. När brunkolen förbränns frigörs bland annat svaveldioxid och kväveoxider; även tungmetaller som kvicksilver och kadmium frigörs.

## Produktion

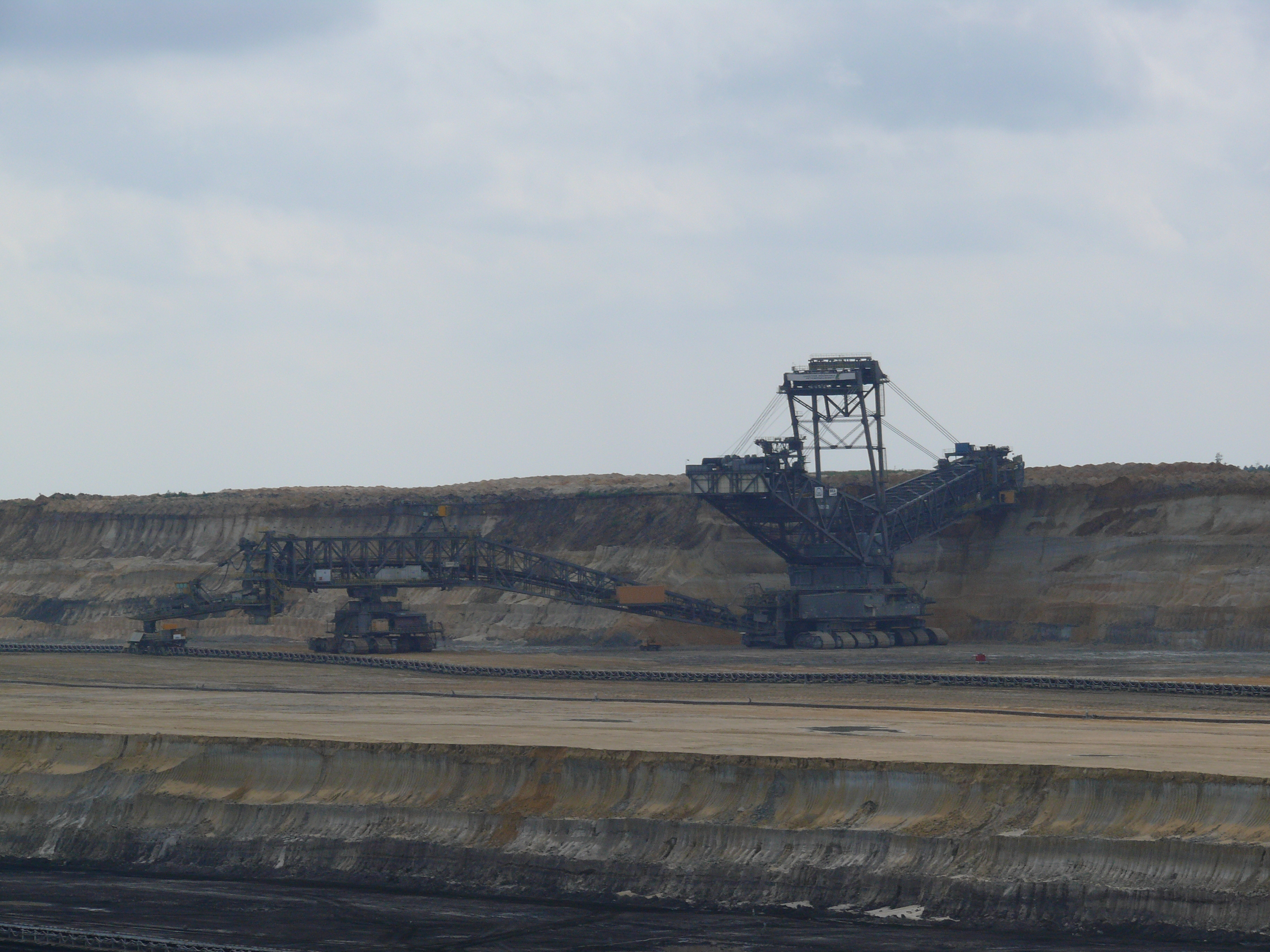
Brytning av brunkol i ett dagbrott i Tyskland med hjälp av en skovelhjulsgrävmaskin.

Kina och Tyskland står för den i särklass största delen av världens brunkolsanvändning. Tysklands kärnkraftsavveckling har lett till ökad brunkoleldning, vilket i sin tur ökar miljöproblemen både lokalt med utsläpp av hälsofarliga ämnen som kvicksilver, svavel, bly och kadmium, samt global uppvärming genom ökade koldioxidutsläpp.
Till andra länder med stora tillgångar hör USA, Ryssland och Australien. I Sverige har brunkol hittats i södra Skåne På grund av sitt relativt låga energiinnehåll eldas brunkolet vanligtvis i anslutning till brytningsplatsen. Brytningen sker till övervägande del i dagbrott. Brytningen förknippas med de mycket stora skovelhjulsgrävmaskinerna som i hög takt kan gräva upp den mjuka brunkolen.
| Rank | Land                    | Produktion (i miljontals ton) |
| ---- | ----------------------- | ----------------------------- |
| 1    | Kina                    | 299                           |
| 2    | Tyskland                | 126,3                         |
| 3    | Turkiet                 | 80,1                          |
| 4    | Ryssland                | 77                            |
| 5    | Indonesien              | 60                            |
| 6    | Polen                   | 52,4                          |
| 7    | Indien                  | 47,5                          |
| 8    | USA                     | 42,9                          |
| 9    | Australien              | 42,3                          |
| 10   | Serbien                 | 36,4                          |
| 11   | Tjeckien                | 29,3                          |
| 12   | Bulgarien               | 28,3                          |
| 13   | Rumänien                | 17,7                          |
| 14   | Thailand                | 14                            |
| 15   | Laos                    | 13,6                          |
| 16   | Bosnien och Hercegovina | 12,8                          |
| 17   | Grekland                | 12,1                          |
| 18   | Kosovo                  | 8,5                           |
| 19   | Mongoliet               | 8,5                           |
| 20   | Kanada                  | 8,3                           |